# Jarema Maciszewski

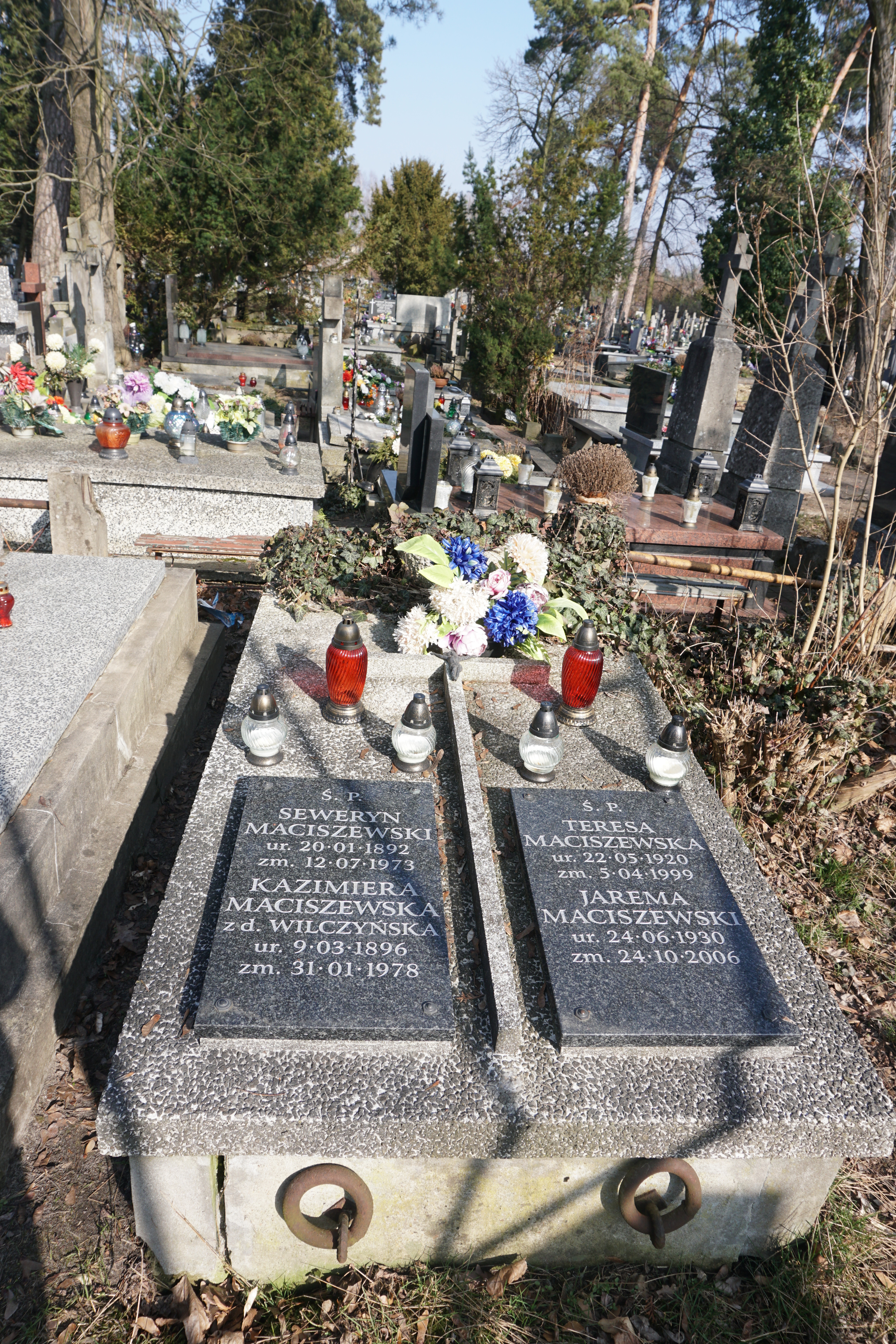
Grób Jaremy Maciszewskiego na cmentarzu w Brwinowie

Jarema Maciszewski (ur. 24 czerwca 1930 w Araucarii w Brazylii, zm. 24 października 2006 w Warszawie) – polski historyk i polityk komunistyczny, poseł na Sejm PRL V, VI, VII, VIII i IX kadencji. Zastępca członka Komitetu Centralnego Polskiej Zjednoczonej Partii Robotniczej (1976–1986), członek KC PZPR (1986–1990).

## Życiorys
Syn Seweryna (1892–1973) – pedagoga, pisarza, wiceministra oświecenia publicznego – i Kazimiery z Wilczyńskich. Urodził się w Brazylii, gdzie jego ojciec był wówczas naczelnym instruktorem szkół polskich. W 1931 przybył wraz z rodzicami do Warszawy. W czasie II wojny światowej członek Szarych Szeregów (1943–1944) i łącznik w powstaniu warszawskim. Po wojnie od 1945 do 1957 mieszkał we Wrocławiu. Od 1947 należał do OrganizacjI Młodzieży Towarzystwa Uniwersytetu Robotniczego, z którą w 1948 przystąpił do Związku Młodzieży Polskiej (działał w nim do 1956, m.in. jako członek Zarządu Wojewódzkiego we Wrocławiu). Także w 1948 został członkiem Polskiej Partii Socjalistycznej i wraz z nią przystąpił do Polskiej Zjednoczonej Partii Robotniczej. Od 1950 do 1952 pracował w Bibliotece Zakładu Narodowego im. Ossolińskich we Wrocławiu. W 1952 obronił pracę magisterską, potem do 1958 nauczyciel akademicki (aspirant, potem starszy asystent, następnie adiunkt; doktorat obronił w 1957) na Wydziale Filozoficzno-Historycznym Uniwersytetu Wrocławskiego. W grudniu 1956 pełnił funkcję sekretarza programowego Tymczasowej Wojewódzkiej Rady Komitetów Rewolucyjnych na Dolnym Śląsku. W latach 1957–1963 zasiadał w prezydium Zarządu Głównego Związku Młodzieży Socjalistycznej, do 1958 będąc jednocześnie członkiem egzekutywy Komitetu Wojewódzkiego PZPR we Wrocławiu. Od 1958 pracował w Instytucie Historycznym Uniwersytetu Warszawskiego jako adiunkt, potem docent (habilitacja w 1966), a od 1972 profesor nadzwyczajny. W latach 1966–1969 był kierownikiem Studium Zaocznego Historii Uniwersytetu Warszawskiego. Od 1969 do 1972 był I sekretarzem Komitetu Uczelnianego PZPR na tym uniwersytecie.
W latach 1975–1981 kierownik Wydziału Nauki i Oświaty Komitetu Centralnego PZPR, od 1975 do 1986 zastępca członka KC, potem członek KC aż do rozwiązania PZPR w 1990. W latach 1969–1989 poseł na Sejm PRL, od 1986 do 1990 rektor Akademii Nauk Społecznych. W latach 1988–1990 członek Rady Ochrony Pamięci Walk i Męczeństwa. W lutym 1989 wszedł w skład działającej przy tej Radzie Komisji do spraw Upamiętnienia Ofiar Represji Okresu Stalinowskiego. W latach 1986–1990 był przewodniczącym polskiej delegacji do mieszanej Komisji Historyków Polski i Związku Radzieckiego. 28 listopada 1988 wszedł w skład Honorowego Komitetu Obchodów 40-lecia Kongresu Zjednoczeniowego PPR-PPS – powstania PZPR.
W 1983 wybrany w skład Krajowej Rady Towarzystwa Przyjaźni Polsko-Radzieckiej. W latach 1986–1989 był członkiem Ogólnopolskiego Komitetu Grunwaldzkiego. Był także długoletnim członkiem Komitetu Redakcyjnego kwartalnika KC PZPR „Z Pola Walki”, w którym publikowano artykuły na temat historii polskiego i międzynarodowego ruchu robotniczego i komunistycznego. W latach 70. i 80. był członkiem Rady Redakcyjnej organu teoretycznego i politycznego KC PZPR „Nowe Drogi”. W latach 1996–2001 był profesorem zwyczajnym w Akademii Świętokrzyskiej  im. Jana Kochanowskiego w Kielcach.
W działalności naukowej specjalizował się w historii Polski i historii powszechnej XVII i XVIII wieku.
Pochowany na cmentarzu w Brwinowie.

## Uczniowie
Do grona jego uczniów należą m.in. Sławomir Augusiewicz, Urszula Augustyniak, Wojciech Białasiewicz, Mariusz Błaszczak, Jolanta Choińska-Mika, Jan Dzięgielewski, Janusz Ekes, Marek A. Janicki, Alicja Kączkowska, Zygmunt Kosztyła, Andrzej Lipski, Edward Opaliński, Jerzy Pawlak, Edward Pawłowski, Marek Plewczyński, Wojciech Sokołowski, Barbara Szymczak, Violetta Urbaniak, Jerzy Urwanowicz i Katarzyna Zielińska.

## Wybór prac
- Jerzy Ossoliński, Pamiętniki (1595–1621), Wrocław 1952 (wyd. II Wrocław 2004 – współautor)
- Wojna domowa w Polsce 1606–1609, Wrocław 1960
- Polska a Moskwa 1603–1618. Opinie i stanowiska szlachty polskiej, Warszawa 1968
- Szlachta polska i jej państwo, Warszawa 1969 (wyd. II uzup. Warszawa 1986)
- Historia powszechna 1648–1789, Warszawa 1971 (współautor)
- Historia powszechna. Wiek oświecenia, Warszawa 1985 (wyd. II popr. i uzup. Warszawa 1997)
- Władysław IV, Warszawa 1988
- Zbrodnia katyńska. Z prac polskiej części wspólnej Komisji Partyjnych Historyków Polski i ZSRR, Warszawa 1990
- Encyklopedyczny słownik historii Polski, Warszawa 1996 (wyd. II Warszawa 1998 – redaktor)
- Słownik historii Polski, Warszawa 2010 (współautor)

## Odznaczenia i nagrody
- Order Sztandaru Pracy II klasy
- Krzyż Oficerski Orderu Odrodzenia Polski
- Krzyż Kawalerski Orderu Odrodzenia Polski
- Medal Komisji Edukacji Narodowej
- Odznaka „Zasłużony Nauczyciel PRL”
- Odznaka „Zasłużony Działacz Kultury” (1985)[5]
- Medal im. Ludwika Waryńskiego (1988)[6]
- Odznaka 15-lecia Wyzwolenia Dolnego Śląska
- Nagroda „Miesięcznika Literackiego” (1970) za książkę Szlachta polska i jej państwo[7]